# Prometeo liberato (Eschilo)
Il Prometeo liberato (in greco antico: Προμηθεὺς Λυόμενος?, Promēthéus Lyómenos) è una tragedia perduta di Eschilo.

## Trama
Nella trilogia dedicata alla figura di Prometeo, seguiva il Prometeo incatenato, unica tragedia rimasta, mentre non sappiamo se il Prometeo portatore del fuoco (anch'esso perduto) fosse la prima o la terza opera della serie.

Da alcuni frammenti sopravvissuti sappiamo che, accanto al protagonista, la tragedia includeva il personaggio di Eracle e un coro di Titani.

All'inizio della tragedia Prometeo, scomparso tra le folgori nell'ultima scena del Prometeo incatenato, ricompare, sempre incatenato, sul Caucaso: visitato dal coro dei Titani, descrive le sue torture e i suoi doni all'uomo. 
Nel frattempo, in modo molto simile a Io nella tragedia precedente, compare in scena Eracle, che vaga alla ricerca dei pomi delle Esperidi: il titano offre al figlio di Zeus indicazioni per il suo viaggio oltre le terre del lontano nord e i pericoli che incontrerà nel ritorno a casa, dopo aver ucciso Gerione nel lontano ovest.

A quel punto, per ringraziare Prometeo, Eracle sfodera l'arco e, pregati gli dei, colpisce l'aquila che divorava il fegato del Titanoː
diritto corso alla freccia miaǃ»
(trad. A. D'Andria.)
Liberato, dunque, da Eracle, Prometeo accetterà l'autorità di Zeus; si ritiene che, probabilmente, questo fosse il significato di fondo della trilogia, ossia la necessità che tutti rispettino la volontà di Zeus ed accettino ciò che egli riserva a uomini e dei.